# Divergent (loạt truyện)
Divergent là bộ ba cuốn tiểu thuyết phiêu lưu khoa học viễn tưởng cho thanh thiếu niên của nữ nhà văn Veronica Roth lấy bối cảnh trong một thành phố Chicago hậu tận thế lý tưởng. Loạt tiểu thuyết bao gồm Divergent – Những kẻ bất khả trị (2011), Insurgent – Những kẻ nổi loạn (2012) và Allegiant – Những kẻ trung kiên (2013).
Công dân của xã hội ở trong loạt tiểu thuyết được phân chia theo tính cách cá nhân và xã hội của mỗi người thành năm môn phái khác nhau, nhằm mục đích loại trừ những thứ có thể gây tổn hại đến sự an toàn và tự do của người dân. Beatrice Prior, sau đó đã tự đổi tên mình thành Tris, một người sinh ra trong phái Abnegation và sau đó nhảy sang Dauntless, vừa phải tìm hiểu và làm quen với cuộc sống của một Divergent mà vẫn phải giấu kín danh tính của mình, và đồng thời phải sống với nỗi lo sợ sẽ bị giết hại bởi những nhà cầm quyền Dauntless nếu như thân phận của cô bị bại lộ.

## Tiếp nhận
Bộ truyện chủ yếu nhận được ý kiến tích cực từ các nhà phê bình. Họ đề cao Divergent về mặt "nội dung" và "hành động". Insurgent được đánh giá cao về mặt "sáng tác" và "nhịp độ tiến triển".
Một nhà phê bình khác phát biểu, "Không ai có thể nói rằng Divergent không phải là một cuốn tiểu thuyết vui nhộn, đáng để ngồi đọc cả. Thật dễ dàng để ngập chìm trong, đơn giản để dính vào, và không thể không tận hưởng dù là một chút nhỏ nhất." Allegiant được đề cao về sự "thú vị" và câu chuyện tình yêu bên trong, nhưng lại bị chỉ trích về cái kết của nó.

## Chuyển thể điện ảnh
Summit Entertainment mua bản quyền phim chuyển thể cho cuốn tiểu thuyết và mời Neil Burger đảm nhiệm vị trí đạo diễn, cùng với Shailene Woodley vào vai Beatrice "Tris" Prior và Theo James vào vai Tobias "Four" Eaton. Lionsgate và Summit Entertainment đồng phân phối cho bộ phim. Kate Winslet đảm nhiệm vai diễn Jeanine Matthews. Ngoài ra trong dàn diễn viên còn có Maggie Q vào vai Tori, Zoe Kravitz vào vai Christina, Ansel Elgort vào vai Caleb, Miles Teller vào vai Peter, Ashley Judd vào vai Natalie Prior, Tony Goldwyn vào vai Andrew Prior, và Jai Courtney vào vai Eric. Phần đầu tiên, Dị biệt, được công chiếu vào ngày 21 tháng 3 năm 2014. Những kẻ nổi loạn được công chiếu vào ngày 20 tháng 3 năm 2015.